# Pianoconcert nr. 5 (Prokofjev)
Het Pianoconcert nr. 5 in G majeur, opus 55 is het laatste voltooide pianoconcert van de Russische componist Sergej Prokofjev. Prokofjev werkte aan het concert in de jaren 1931 en 1932.
Het pianoconcert bestaat uit vijf delen:
1. Allegro con brio
2. Moderato ben accentuato
3. Toccata-Allegro con fuoco (più presto che la prima volta)
4. Larghetto
5. Vivo

## Geschiedenis
Prokofjev soleerde zelf op de première te Berlijn op 31 oktober 1932. Wilhelm Furtwängler dirigeerde het Berliner Philharmoniker op de opvoering. Die avond stond ook Berlioz' Harold in Italië op het programma met Paul Hindemith als altviolist.
Hoewel Prokofjev ruwweg op de helft van zijn componistencarrière was, schreef hij na zijn vijfde geen pianoconcerten meer. Prokofjev was weliswaar aan zijn zesde pianoconcert begonnen, maar van dit dubbelconcert schreef hij enkel twee inleidende maten.

## Het pianoconcert
Hoewel het concert maar matig werd ontvangen, is het wel een uitdaging voor de pianist. Prokofjev zelf prees de overvloed aan verschillende melodieën in het concert, erop wijzende dat elk van de vijf delen minstens vier melodieën bevat. Het werk is in vijf delen verdeeld en duurt ongeveer 24 minuten.
Het eerste deel bouwt op een kleurrijk, springerig en vrolijk hoofdthema met grote intervallen voor de piano. Een lyrische melodie voor de klarinet contrasteert goed met het hoofdthema. Het Allegro con brio bouwt op tot een schitterende conclusie.
Het tweede deel bestaat uit een levendige mars met glissando's die het humorvolle en groteske karakter van het hoofdthema benadrukken.
De Toccata borduurt verder op het hoofdthema van het eerste deel. Door het vurige karakter en een pittige partituur voor het orkest - vooral voor de strijkerssectie - ontstaat een onafgebroken haastige sfeer die een beetje doet denken aan Prokofjevs virtuoze Toccata in d klein uit 1912.
Het Larghetto is het meest diepzinnige deel van het concert en ook het meest lyrische met een bescheiden hoofdthema. Het middenstuk van het vierde deel bestaat uit botsende akkoorden gespeeld op de piano die in de climax wordt bijgestaan door het orkest.
De finale bestaat uit een mix van cynisme en humor. Aan het einde komt een variatie op het hoofdthema van het Allegro con brio weer terug in een haastig tempo. Na een dromerige passage schittert het concert weer in het luidruchtige slot.